# Walter Krug
Walter Krug es un deportista estadounidense que compitió en vela en la clase Star. Ganó dos medallas en el Campeonato Mundial de Star, plata en 1945 y oro en 1946.

## Palmarés internacional
| Campeonato Mundial | Campeonato Mundial           | Campeonato Mundial | Campeonato Mundial |
| Año                | Lugar                        | Medalla            | Clase              |
| ------------------ | ---------------------------- | ------------------ | ------------------ |
| 1945               | Long Island (Estados Unidos) | Medalla de plata   | Star               |
| 1946               | La Habana (Cuba)             | Medalla de oro     | Star               |